# Província de Guarayos

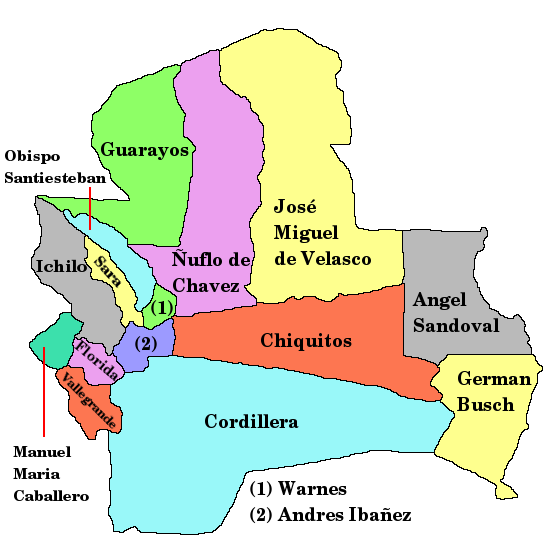
Les províncies del Departament de Santa Cruz

La província de Guarayos és una de les 15 províncies del Departament de Santa Cruz a Bolívia. Està dividida administrativament en tres municipis: Ascención de Guarayos (la capital), Urubichá i El Puente.
La província va ser creada el 1990, durant la presidència de Jaime Paz Zamora, escindint-se de la província de Ñuflo de Chávez. El seu nom significa "guerrer blanc" en guaraní, provinent del mot compost "guara" (guerrer) i "yu" (blanc).